# Cinachyrella hirsuta
Cinachyrella hirsuta är en svampdjursart som först beskrevs av Arthur Dendy 1889.  Cinachyrella hirsuta ingår i släktet Cinachyrella och familjen Tetillidae. Inga underarter finns listade i Catalogue of Life.